# Phytoscutus lienoulouisi
Phytoscutus lienoulouisi är en spindeldjursart som beskrevs av Moraes, Zannou och Oliveira 2007. Phytoscutus lienoulouisi ingår i släktet Phytoscutus och familjen Phytoseiidae. Inga underarter finns listade i Catalogue of Life.